# Сідло (геологія)

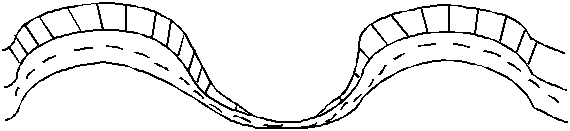
Сідло.

Сідло (рос. седло, англ. saddle, англ. Sattel m) — у геології — складчаста структура, що має в повздовжно-вертикальному перетині форму пологої синкліналі, у поперечно-вертикальному — форму антикліналі. Приурочена до місця зчленування чітко виділених або куполоподібно розташованих антикліналей.

## Інтернет-ресурси
- вопросы геологии

| Геологія | Це незавершена стаття з геології. Ви можете допомогти проєкту, виправивши або дописавши її. |